# Infanteria de marina

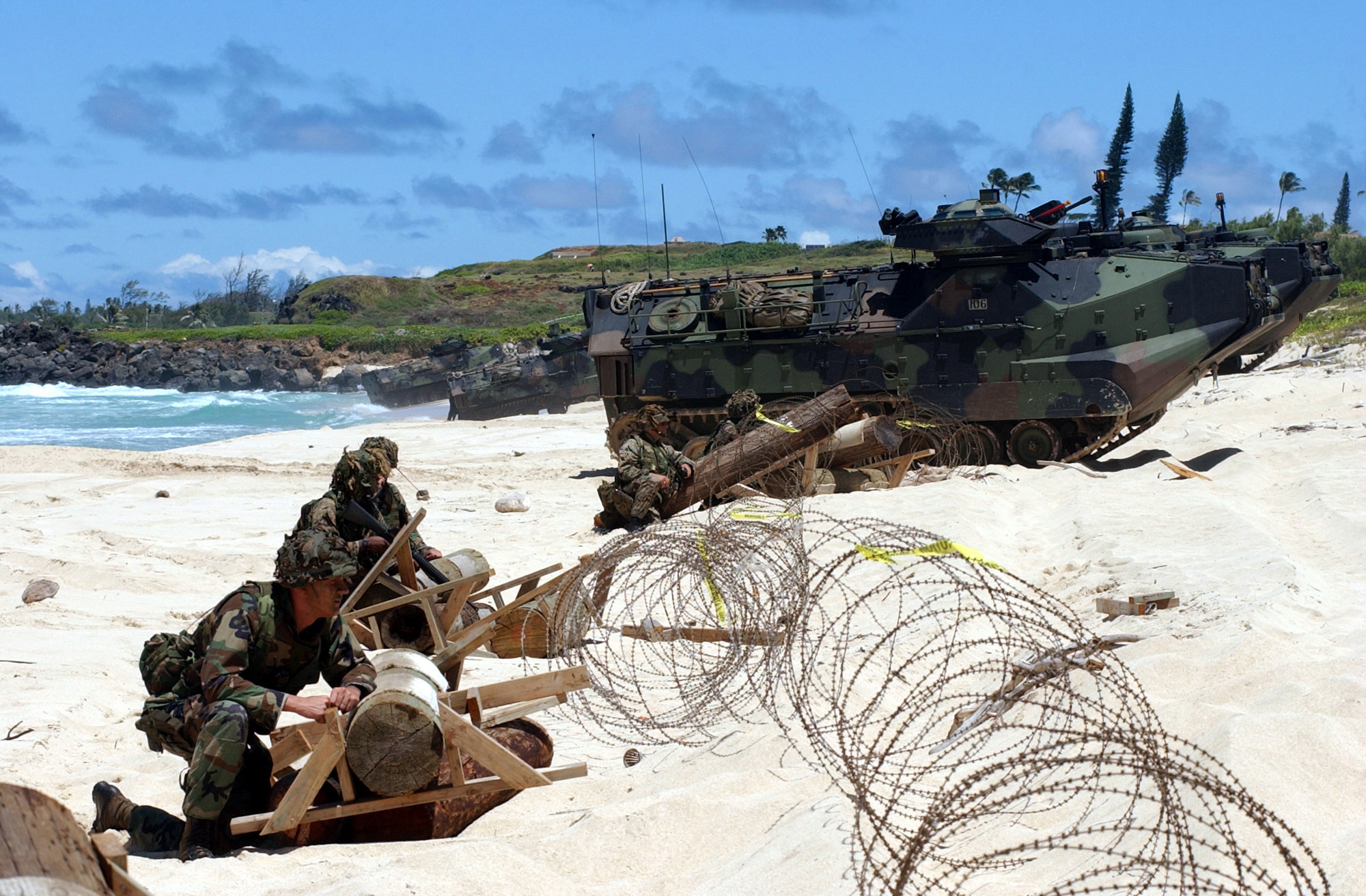
Infants de marina estatunidencs realitzant un assalt amfibi a una platja.

La infanteria de marina o també els fusellers navals són una categoria de tropa a peu especialitzada en operacions expedicionàries, com ara assalts amfibis, ocupació o garanta de la seguretat de naus i instal·lacions navals. Llur funció específica pot variar segons el país al qual pertanyin. La infanteria de marina tradicionalment té lligams estrets amb la marina del país: a les operacions el comandant al camp habitualment és el comandant de la flota, els serveis són oferts per la marina (mèdics, legals, de presons, subministraments…); l'àncora sovint apareix als seus escuts, etc. Tot i que solen ser integrats a la marina del país, de vegades formen una branca independent de les Forces Armades.

## Història
Històricament les tasques dels marines inclouen donar protecció de guerra mentre són al mar, a causa de la naturalesa de la lleva forçosa per la tripulació del vaixell i el consegüent risc d'un motí. Entre altres tasques s'inclouen l'abordatge de vaixells durant el combat o la captura de vaixells per botí i donar homes per fer incursions a la costa en suport dels objectius navals. Els marines també poden contribuir a les campanyes a la costa, en suport de l'objectiu militar.
El primer cos d'infanteria de marina establert de manera permanent va ser el d'Espanya el 1537 amb els anomenats Terços de Mar (Tercios de Mar) o Terços de Galeres (Tercios de Galeras), que comptava amb el triple d'efectius que un Tercio i que tenia com a missió defensar les costes del Regne de Nàpols contra les ràtzies turques. La resta de cossos d'infanteria de marina creats després s'inspiraren en el model espanyol, imitant alguns detalls com les bandes vermelles als pantalons de l'uniforme de gala.
Amb la industrialització de la guerra durant el segle xx, l'escala de les operacions de desembarcament va augmentar, el que va implicar una millor coordinació de diversos elements militars. Això va obligar les forces de la infanteria de marina a especialitzar-se en la guerra amfíbia.
Als primers dies de la guerra naval, hi havia ben poca distinció entre mariners i soldats en una nau de guerra, car els remers de les naus de l'antiga Grècia i de l'Imperi Romà havien de poder lluitar amb els remers dels altres vaixells; encara que els hoplites començaren a embarcar-se específicament per abordar els vaixells enemics. Les dues legions de la marina romana, la I Adiutrix i la II Adiutrix Pia Fidelis, figuren entre les primeres unitats d'infanteria naval específiques.
El primer cos organitzat d'infanteria de marina va crear-se quan Carles V assignà la infanteria naval de les Compañías Viejas del Mar de Nápoles a les Escuadras de Galeras del Mediterráneo el 1537, que són els predecessors directes dels actuals infants de marina espanyols.
El Cos de Marines Americà s'establí el 10 de novembre de 1775 a Tun Tavern a Philadelphia, només set mesos abans que els Estats Units declaressin la independència el 4 de juliol de 1776.

## Etimologia
L'adjectiu ‘marí, -ina’, significa «del mar, marí, marítim», prové del llatí marinus que té el mateix significat. Els mots ‘marina’ i ‘mariner’ ja són presents al llibre Torcimany de Lluís d'Averçó (±1350-1412) i en les obres de Ramon Llull.
En altres llengües es parla d'«infanteria naval», «infanteria marítima» o «infanteria costanera». En francès es parla de troupes de marine i fusiliers-marins; de les quals han sorgit diverses pseudotraduccions, com Fuzileiros Navais en portuguès.

## Infanteria de marina per país

### Albània
La Força naval albanesa (Albanès: Forcat Detare Shqiptare) és la branca naval de les forces armades albaneses. L'Armada albanesa té les seves bases en els ports de Durrës i Vlorë. Els vaixells de l'armada albanesa son principalment patrulleres i vaixells de suport, la major part d'ells varen ser entregats per la Marina Militare italiana (l'armada italiana), i els Estats Units. La marina albanesa disposa de comandos navals (Forcat speciale shqiptare detare).

### Alemanya
La Força Naval Especial de Desplegament (en alemany: Spezialisierte Einsatzkräfte Marine) és una formació d'operacions especials de la Marina alemanya. El batalló inclou el Kampfschwimmerkompanie (Comandament de Submarinistes), el Minentaucher kompanie i una companyia d'assalt. Tenen seu a Eckernförde. La Spezialisierte Einsatzkräfte Marine (Força de Protecció Naval) és responsable de la protecció de les bases i instal·lacions navals. El batalló té la seu a Eckernförde, i està organitzada en 5 unitats: una companyia d'estat major i suport, 3 companyies d'infanteria i una secció d'intel·ligència militar.

### Aràbia Saudita
L'Armada Reial de l'Aràbia Saudita, en arab: (البحرية الملكية السعودية), és la força naval del regne de l'Aràbia Saudita. L'Armada disposa d'uns 40,000 homes, oficials, i mariners. La caserna general es troba a Al-Riyad. L'Armada Reial Saudita, manté dues brigades d'infanteria de marina de 1,500 homes, dividides en tres batallons. Les brigades estan assignades a la Flota de la Mar Roja, que té la seva caserna a Jiddah, i a la Flota del Golf Pèrsic, amb base a Jubail. Aquestes brigades, estan equipades amb vehicles de transport de personal BMR-600.

### Argentina
La Infanteria de Marina de l'Armada Argentina (en castellà: Infantería de Marina de l'Armada de la República Argentina o IMARA) forma part de la Marina argentina. Els marines argentins tenen les mateixes insígnies de rang i títols que la resta de la marina. Està formada per una Força Marine de la Flota (un batalló, amb unitats d'artilleria, de defensa aèria, de comunicacions, de logística, d'enginyers i unitats de vehicles), una Força Marine Meridional (2 batallons), un batalló d'operacions fluvials, una unitat de forces especials (el Grup de Comandos Amfibi) i diversos batallons i companyies de seguretat. El 5è Batalló de la Infanteria de Marina participà en la Guerra de les Malvines.

### Austràlia
El 2n batalló del regiment Reial Australià, ha estat entrenat com una força amb capacitat amfíbia durant l'any 2014. El batalló es troba actualment en la base de Lavarack Barracks a Townsville, i forma part de la tercera brigada. Ha estat seleccionat per esdevenir la futura unitat amfibia de l'Exèrcit Australià.

### Bangladesh
La Unitat Especial de Guerra, Busseig i Salvament, (en anglès: Special Warfare Diving and Salvage) (SWADS), (en bengalí: বিশেষ ওয়ারফেয়ার ডাইভিং ও স্যালভেজ) és una força d'elit de l'Armada de Bangladesh. La mida de la infanteria de marina bengalesa és d'aproximadament uns 1,000 efectius, el seu centre de comandament és a Chittagong.

### Bolívia
La Força Naval de Bolívia té un cos d'infanteria naval d'uns 2.000 membres.

### Brasil
El Cos de Fusellers Navals (Corpo de Fuzileiros Navais), amb uns 15.000 homes, està subordinat a la Marina brasilera. El Cos de Marines brasiler està format per una brigada operativa i per diversos batallons cerimonials. La unitat principal és la Divisão Anfíbia (Divisió Amfíbia), formada per una brigada.

### Cambodja
La Marina Reial de Cambodja creà una força d'uns 2.000 marines el 2007.

### Colòmbia
El cos d'Infanteria de Marina de Colòmbia pertany a la Marina Nacional de Colòmbia. Està formada per 24.000 membres, organitzats en una única divisió amb 4 brigades (una contra-terrorista i 3 brigades fluvials), cadascuna amb diversos batallons a més de nombroses unitats de seguretat menors.

### Corea del Nord
La Marina Popular de Corea té dues brigades d'infanteria lleugera/franctiradors. Aquestes brigades estan desplegades a Wonsan a la costa est, i a Namp'o i a Tasa-ri a la costa oest. En qüestió d'organització i potència, són versions reduïdes de les brigades d'infanteria lleugera, amb uns 5.000 homes organitzats en 10 batallons. Cada batalló té uns 400 homes organitzats en 5 companyies. Alguns membres reben entrenament submarinista.

### Corea del Sud
La Infanteria de Marina de la República de Corea és el cos d'infanteria de marina de la República de Corea, i és el segon major cos de marines del món, amb aproximadament 30.000 homes al servei regular i milers més a la reserva. Tot i que teòricament es troba sota la direcció del Cap d'Operacions Navals, el Cos de Marines opera com una branca separada a les Forces Armades.
Va ser creat com a força de reconeixement just abans de la Guerra de Corea. Els marines sud-coreans també van combatre a la guerra de Vietnam mentre que estava destinada a Da Nang, ocasionalment lluitant amb els Marines americans i els SEALs. Els marines sud-coreans estan equipats amb aerolliscadors d'origen rus i americà, 107 tancs inclòs el Carro de combat K-1, i una variant millorada del M4 Sherman, diversos vehicles i vaixells i helicòpters (principalment l'AH-1 Cobra).

### Croàcia
La Marina croata té un cos de 200 infants de marina amb base a Split. El grup consisteix en 3 companyies dividides entre Pula, Šibenik i Ploče; i la 4a Brigada de Guàrdies amb base a Split, que va ser traspassada a la Marina Croata com a unitat d'infanteria naval el gener de 2002.

### Cuba
Les Forces Armades de Cuba disposen d'unes unitats d'infanteria naval que són anomenades Tropas de Destino Especial Naval.

### Dinamarca
La Marina Reial Danesa (Søværnet) és la branca naval de les forces armades daneses,
Els seus efectius es componen de 3600 homes i dones. La marina danesa disposa actualment de més de 75 naus,
principalment patrulleres costaneres.

### Egipte
La 111a Brigada Mecanitzada Independent (anteriorment la 130a Brigada Amfíbia Marina) de l'Exèrcit egipci pot conduir operacions d'agressió amfíbia. hi ha també el 153è Grup de Comandament amb tres batallons de comandos navals (515è, 616è, 818è) controlant en total 12 companyies de comandos navals.

### Equador
L'Armada equatoriana té un cos d'infanteria de marina de 1.700 homes, amb base a Guayaquil. Va ser creat el 12 de novembre de 1962. Està organitzat en dos batallons de seguretat, un a la zona del Riu Amazones i l'altre a la costa del Pacífic. També hi ha un batalló estacionat a les Illes Galapagos.

### El Salvador
La Força naval salvadorenca té dos batallons de 600 homes d'infanteria de marina, i una unitat de comandos navals de 300 homes. Estan destinats a La Unión i Usulatan.

### Eslovènia
L'Armada eslovena és una part integrant de les Forces Armades d'Eslovènia, l'única unitat naval eslovena és la Divisió naval 430, en eslovè (Mornariški divizion 430).

### Espanya
La Infanteria de marina espanyola (Infantería de Marina) és la força d'infanteria de marina més antiga del món, car van ser establertes el 27 de febrer de 1537 per Carles I quan assignà de manera permanent les Compañías Viejas del Mar de Nápoles a les Escuadras de Galeras del Mediterráneo.
La banda vermella que porten als pantalons mostra que la Infanteria de Marina forma part del Cos de la Casa Reial, un honor només compartit amb la Guardia Real. Carles III li va concedir aquest privilegi en recompensa per la defensa ferotge de Castillo del Morro, a l'Havana contra la flota britànica el 1763.

### Estats Units

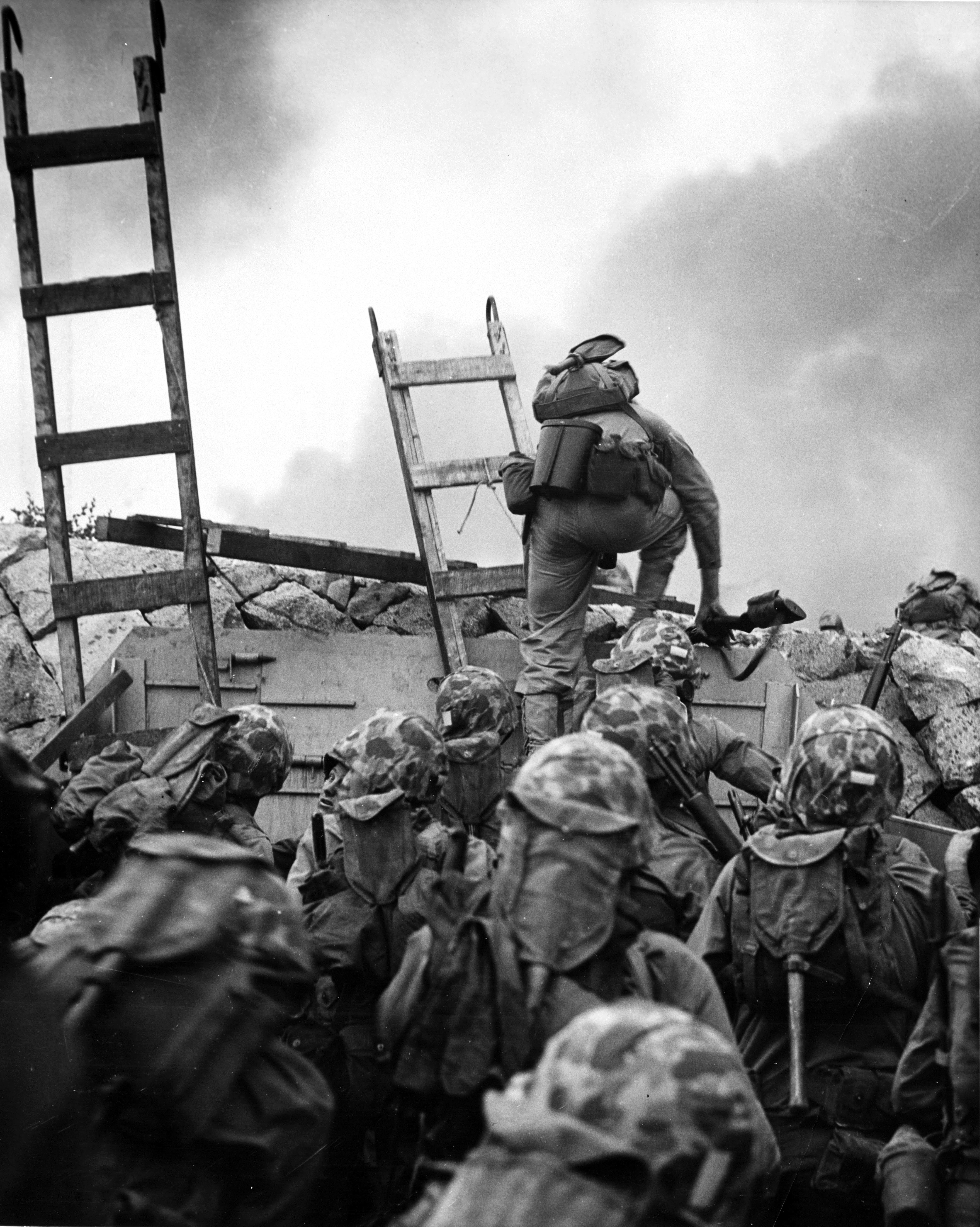
Marines escalant un mur a Inchon, el 15 de setembre de 1950, durant la guerra de Corea

El Cos de Marines dels Estats Units, és la força d'infanteria de marina més grossa de tot el món, responsable de la majoria d'operacions expedicionàries estatunidenques. Creats el 1775, originàriament només era previst que es dediquessin a protegir els vaixells durant la Guerra d'Independència.
Els marines, protegeixen les ambaixades dels Estats Units arreu del món, també es fan càrrec de la seguretat, durant els viatges del President dels Estats Units a bord del Air Force One. Té el lema Semper Fidelis i una mascota que es diu Chesty el Bulldog.

### Finlàndia
La brigada Uusimaa, amb seu a Ekenäs, forma part de la Marina finesa i entrena els jaegers costaners. El destacament és l'única unitat de les Forces de Defensa Fineses de parla sueca. El seu nom en suec és Nylands Brigad.

### Filipines
El Cos de Marines de les Filipines té una força d'uns 10.000 homes dividits en 3 brigades. És considerada la força de xoc de les forces armades i és la primera unitat desplegada en qualsevol operació amfíbia.

### França

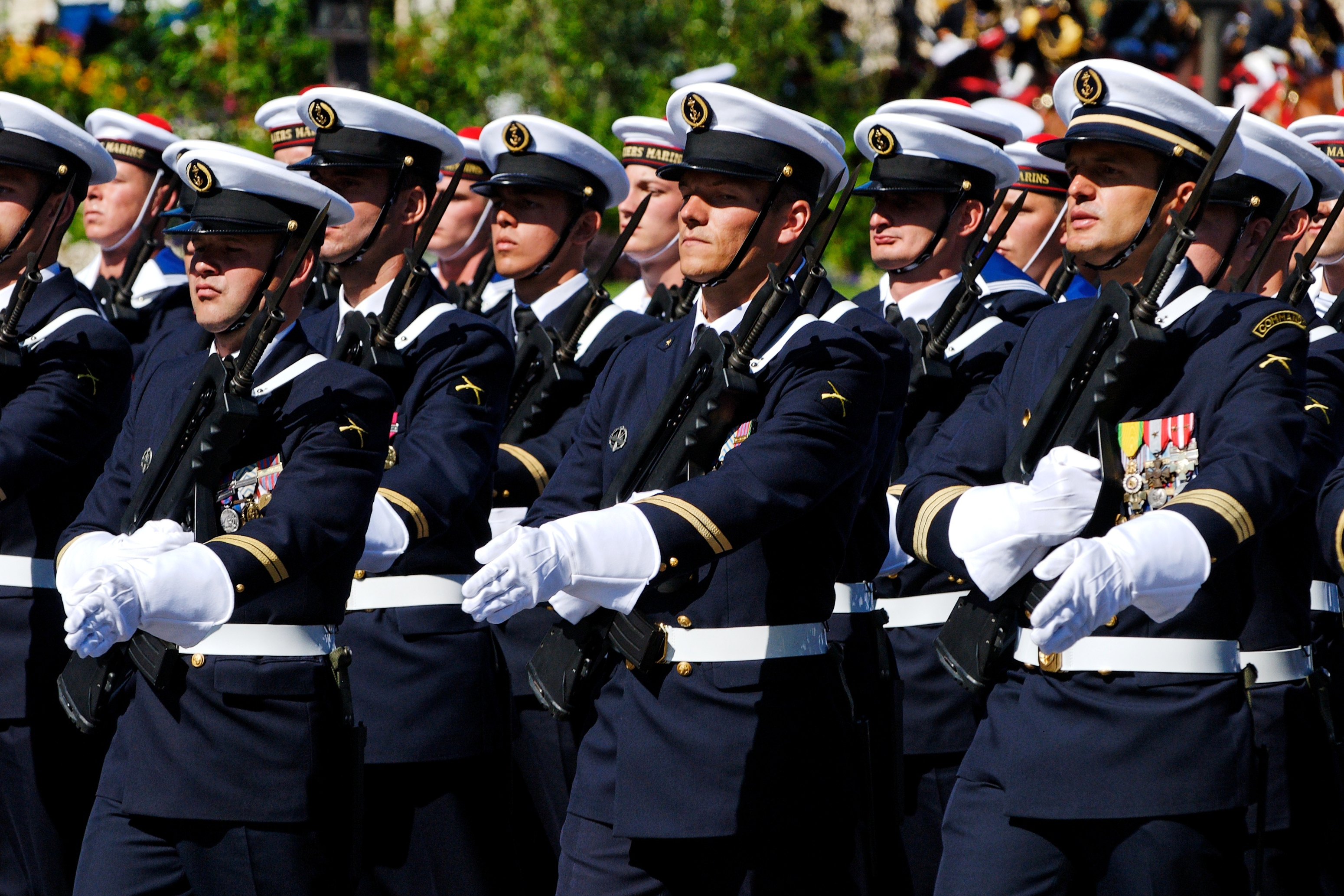
Grup de fusellers naval a Toulon

Els Fusiliers Marins són mariners de la Marina Francesa. Ofereixen protecció als vaixells i a les instal·lacions militars, així com entrenament. A partir dels seus membres sorgeixen els Commandos Marine

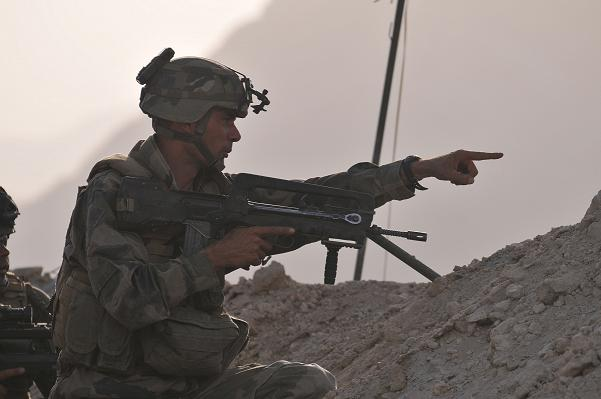
Troupes de marine franceses amb la Task Force Korrigan a Afghanistan, 2009.

 Les Troupes de marine són una branca de l'exèrcit francès, rebatejats a partir de les  Troupes Coloniales. Les Troupes de Marine i la Legió Estrangera Francesa són les úniques unitats de l'exèrcit francès permanentment estacionades a Àfrica (1 regiment a Djibouti, 1 batalló al Senegal, 1 batalló a la Costa d'Ivori i 1 batalló a Gabon), a més de tenir tropes destinades als Territoris Francesos d'Ultramar. Les Troupes de Marine inclou infanteria (Infanterie de Marine), paracaigudistes i cavalleria lleugera, així com artilleria (Artillerie de Marine). Són els elements de combat terrestre de les forces amfíbies franceses i estan específicament entrenats per aquesta missió. La 9e Brigade Légère Blindée de Marine està agermanada amb la 3a Brigada Comando dels Royal Marines, permetent l'intercanvi d'oficials i comparteixen exercicis i maniobres.

### Grècia
La 32a Brigada de Marines "Moravas" (32η Ταξιαρχία Πεζοναυτών Mοράβας) i l'Esquadró Amfibi d'Exploradors (conegut com a MAK) són les unitats d'infanteria naval i operacions navals de l'exèrcit hel·lènic, pertanyent a la marina hel·lènica.

### Guaiana Francesa
El novè regiment d'infanteria de marina, és un regiment de l'Exèrcit francès, que està actualment estacionat a la Guaiana Francesa; a Caiena, té un destacament fluvial a la comuna de Saint-Laurent-du-Maroni, i una base d'operacions avançada a Maripasoula.

### Guatemala
L'Armada de Guatemala constitueix la força naval de l'Exèrcit de Guatemala. Està organitzada, equipada i entrenada per a planificar, conduir, i executar les accions que imposa la Junta de defensa militar de l'Estat pel que fa a l'exercici del poder marítim. Proporciona, en coordinació amb les forces de terra i aire, la seguretat i la defensa de la República de Guatemala, incloent-hi el mar territorial, la zona costanera, i la zona econòmica exclusiva.
La Brigada d'Infanteria de Marina (BIM), té la seu a Puerto Barrios, en el departament de Izabal.

### Honduras
El 1982 la Marina d'Honduras creà un batalló d'infanteria de marina, de 600 membres.

### Índia
La Marina Índia té una unitat d'elit d'operacions especials anomenada Marine Commandos. Formen una unitat d'operacions especials/cobertura i contra-terrorisme especialitzada en operacions amfíbies. També donen suport a unitats de l'Exèrcit Indi en àrees especialitzades, com evitar les infiltracions al llac Wular al Jammu i Caixmir. Aquesta unitat va crear-se el 1986, i està formada per uns 2.000 membres. L'Exèrcit Indi manté la 340a Brigada Independent d'Infanteria (amfíbia) subordinada al XII Cos.

### Indònesia
El cos d'Infanteria de Marina d'Indonèsia (en indonesi: Korps Marinir), és la infanteria naval de l'Armada indonèsia. Aquest cos va ser creat el dia 15 de novembre de l'any 1945, i és una força amfibia, i de reacció ràpida contra una possible invasió enemiga.

### Iran
La Força Especial de l'Armada, en farsi: (نیروی ویژه نیروی دریایی), és una unitat de l'Armada dels Guardians de la Revolució Islàmica, té la seva base a l'Illa de Farur, al Golf Pèrsic. Aquesta unitat disposa de marines, homes granota, i franctiradors, està especialitzada en operacions amb helicòpters, guerra amfibia, i abordatge naval.

### Iraq
La Marina Iraquiana és un dels components de les Forces Armades de l'Iraq, actualment és reconstruïda per part de les Forces de la coalició dels Estats Units i el Regne Unit a l'Iraq. Es carrega de la protecció de la línia costanera iraquiana i les plataformes petroleres mar endins. Inicialment anomenada Força Iraquiana Costanera Defensiva, el seu nom oficial va ser canviat el 12 de gener de l'any 2005. Al febrer de l'any 2011, la Marina iraquiana tenia al voltant de cinc mil soldats, una caserna operacional, cinc escamots, i dos batallons d'Infanteria de marina.

### Israel
La unitat d'elit de comando de la Marina d'Israel és la Shaietet 13. Fa operacions especials al mar, missions terra-mar, reunions d'intel·ligència marítima i operacions de contra-terrorisme. La Brigada Guivati també actua com a força amfíbia.

### Itàlia

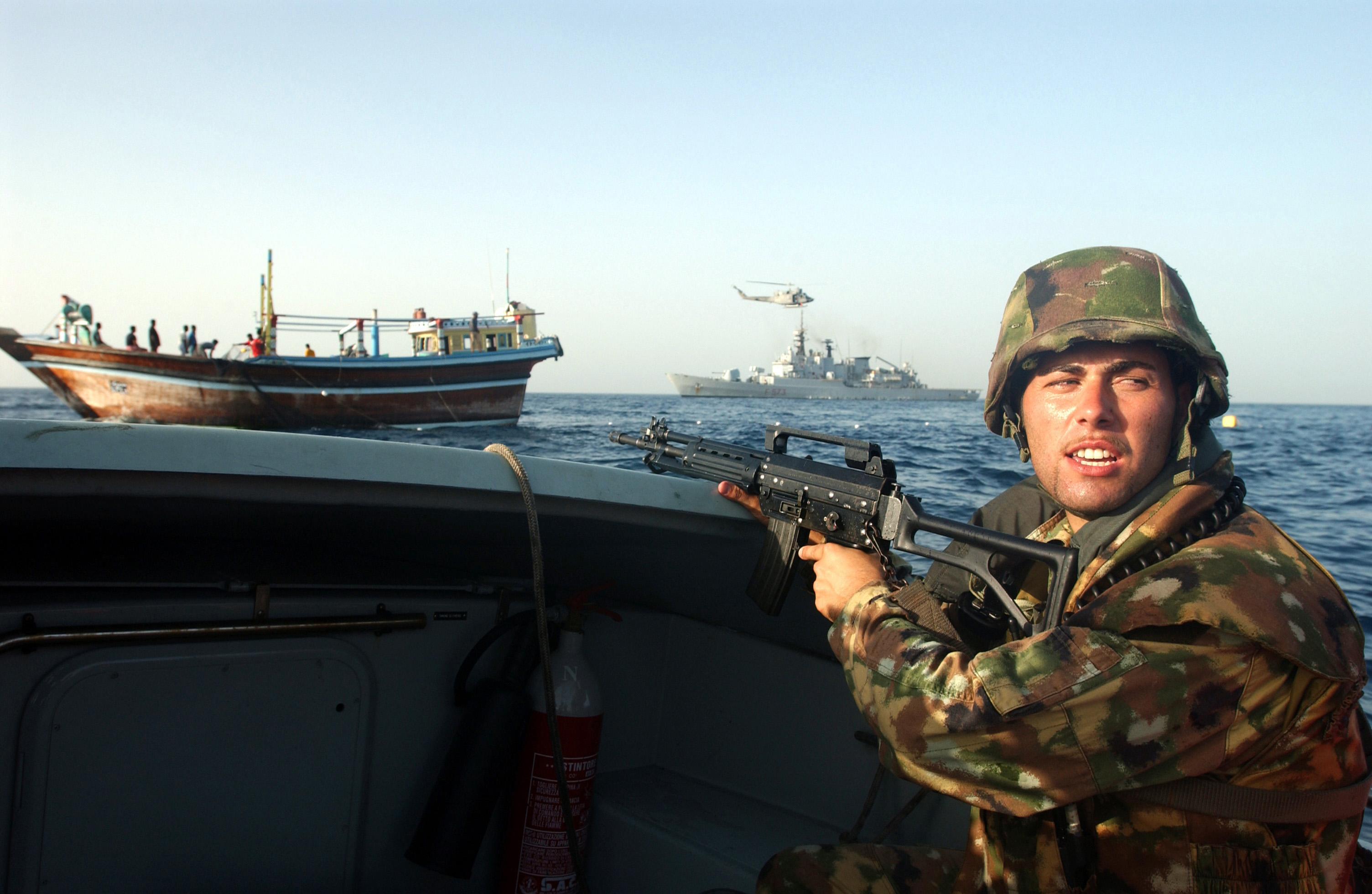
Un marine italià busca una posició segura pel seu equip per abordar un vaixell i inspeccionar-lo.

El Regiment Sant Marco és una unitat de la Marina Militare. El COMSUBIN (Commando Raggruppamento Subacquei ed Incursori Teseo Tesei) és la unitat de submarinistes de combat d'elit de la Marina i de les forces especials italianes. Abans de la Segona Guerra Mundial l'Armada italiana rebia el nom de Regia Marina. El Regiment Serenissima és la unitat d'infanteria de marina de l'Exèrcit italià. Els seus soldats reben el nom de "Lagunari".

### Japó
La Força Marítima d'Autodefensa del Japó (海上 自卫队 Nippon Kaijō Jieitai), és la branca naval de les Forces d'Autodefensa del Japó, formada amb armament eminentment defensiu, amb gran èmfasi en la lluita antisubmarina, seus principals comesos són el control de les rutes navals i la patrulla de les aigües territorials japoneses. El 2013 comptava amb al voltant de 45,500 efectius, 18 submarins, 3 portahelicòpters, 3 vaixells d'assalt amfibi, 45 destructors i fragates, 29 minadors i dragamines, 6 patrulleres, 6 vaixells d'entrenament, 5 vaixells d'aprovisionament logistic, 17 vaixells de suport, 188 avions i 167 helicòpters. La Força Terrestre d'Autodefensa del Japó té unitats que operen de manera semblant als marines: la 13º Brigada, i el Regiment d'Infanteria de l'Exèrcit Occidental (en japonès: 西部方面普通科連隊) amb base a Sasebo.

### Malàisia
Les Forces especials de l'Armada Reial de Malàisia, s'anomenen Pasukan Khas Laut (PASKAL). En temps de pau, la tasca d'aquesta unitat és protegir els habitants dels segrestos maritims, i defensar les nombroses plataformes de petroli i gas del país. El seu paper en temps de guerra inclou tasques d'infiltració, sabotatge d'instal·lacions i vaixells enemics, i la defensa de les bases i els vaixells de l'Armada Reial de Malàisia.

### Maldives
El MNDF Marine Corps, anteriorment conegut amb el nom de Força de Reacció Ràpida, es una unitat d'infanteria de marina de la República de les Illes Maldives. Aquesta unitat a estat desplegada com una força de protecció, en diversos indrets estrategics, i en les zones més vulnerables del país. El Marine Corps està format per unitats de desplegament marí.

### Marroc
La Marina Reial Marroquina disposa d'un total de 12,000 efectius, incloent-hi 3,000 infants de marina. En l'actualitat, el 1r i el 2n Batalló de Desembarcament d'Infanteria de marina tenen la seva base a Al Hoceima, al nord del Marroc, i el 3r Batalló de Desembarcament està destacat a El-Aaiun.

### Mèxic
La Infanteria de Marina Mexicana de la Marina Mexicana consisteix en 20.000 marines formats en una brigada de 3 batallons, a més d'un batalló adjunt a la Brigada de Protecció Presidencial, tres batallons regionals amb quarter general a Mèxic DF, Acapulco i Veracruz, i 35 companyies independents (principalment a Celaya) i diversos destacaments distribuïts per diversos ports, bases i quarters generals zonals. Els marines són responsables de la seguretat de ports, la protecció de la línia de 10 kilòmetres d'aigües costaneres, així com de patrullar les principals vies fluvials. Els marines disposen d'armament lleuger, pesat i de vehicles cuirassats amfibis. La Marina cedeix la major part de les responsabilitats fluvials a l'Exèrcit, i ha reduït el gruix de la força marine, destinant-los a vaixells per lluitar contra el tràfic de drogues.

### Montenegro
L'Armada de Montenegro (Montenegrí: Mornarica Vojske Crne Gore) es una branca de les Forces armades de Montenegro. L'armada montenegrina va ser establerta l'any 2006, després de la separació entre Sèrbia i Montenegro. Gairebé tot l'equipament de l'armada prové de les forces armades de l'antiga Iugoslàvia. Montenegro és un país amb sortida a la mar Adriàtica, de manera que al separar-se de Iugoslàvia va conservar la seva força naval. El destacament de marina, en (Montenegrí: Pomorski odred), és la unitat de comandos navals de l'Armada de Montenegro.

### Myanmar
La Marina de Myanmar creà un batalló d'infanteria de marina de 800 homes el 1964, seguit d'un segon batalló el 1967. Dos batallons més poden haver estat creats posteriorment. Estan desplegats principalment a les zones d'Arakan i Tenasserim, així com al delta de l'Irrawaddy, on participen en operacions contra la insurgència, però també realitzen d'altres tasques de seguretat.

### Namibia
El Cos de Marines de Namibia pertany a l'Armada, que és la branca naval de les Forces Armades de Namibia.
Els infants de Marina són entrenats per instructors navals brasilers a la seva base i centre d'entrenament a prop de Walvis Bay.

### Nigèria
El Servei Especial de Barques, en (anglès: Special Boat Service), es una unitat d'operacions especials de l'Armada nigeriana. És una unitat masculina, i està enfocada principalment, en dur a terme operacions a la costa, el litoral, i a les vies fluvials, això inclou el reconeixement i la vigilància de les platges, en preparació per a un posterior assalt amfibi, la recuperació i la protecció de vaixells i d'instal·lacions, així com dur a terme tasques contra el terrorisme i la pirateria marítima.

### Noruega
El Comandament Costaner d'Exploradors (Kystjegerkommandoen o KJK) de la Marina noruega és una unitat amfíbia entrenada per operar en teatres de combat al litoral, com a infanteria naval i artilleria costanera.

### Nova Caledònia
El Regiment d'Infanteria de Marina del Pacífic a Nova Caledònia (RIMAP-NC), és hereu del Batalló del Pacífic; que va participar en la Primera Guerra Mundial, en la batalla del Chemin des Dames, i la Batalla del Marne, durant la Segona Guerra Mundial, va combatre a Líbia, a Itàlia, i va participar en l'alliberament de França. L'any 1975, el RIMAP-NC va esdevenir un regiment.

### Països Baixos
La unitat d'infanteria de la Reial Marina Neerlandesa és el Korps Mariniers, fundat el 1665 com un regiment d'infanteria per la Marina Holandesa. Actualment és una brigada formada per uns 3.500 membres, consistent en 3 batallons (un dels quals està destinat a Aruba i Curaçao), un batalló de suport de combat amfibi i un batalló logístic. El Cos de Marines neerlandès és una unitat d'infanteria lleugera d'elit, que opera com a força de reacció ràpida, que pot ser enviada arreu del món en només 48 hores. Els marines neerlandesos entrenen en totes les condicions geològiques i climàtiques possibles. Els marines reclutes entrenen durant 30 setmanes, i els oficials 5 anys (incloent-hi el temps a l'acadèmia naval).

### Pakistan

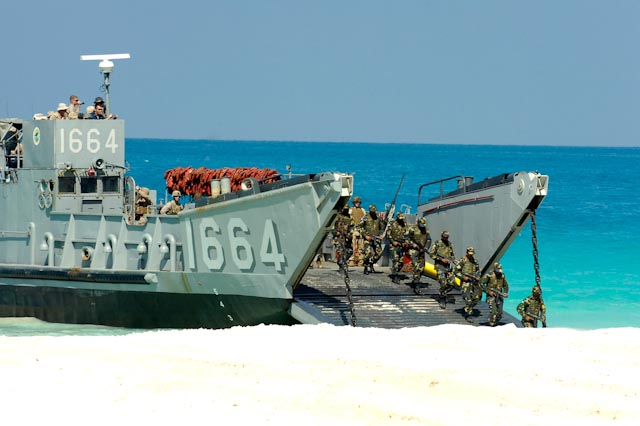
Marines pakistanesos i americans desembarquen conjuntament durant unes maniobres.

Els Marines pakistanesos formen part de la Marina Pakistanesa, i van ser reformats el 14 d'abril de 1990 amb 2.000 homes i plans per expandir-se cap al 2015. Estan aquarterats a la base naval de PNS Qasim. Col·laboraren significativament a les inundacions que assolaren el país el 2010.

### Panamà
El Servei Nacional Aeronaval (SENAN) (oficialment en castellà: Servicio Nacional Aeronaval, SENAN) és una branca de la Força Pública de la República de Panamà, responsable de dur a terme operacions navals. La seva funció principal és la protecció, la vigilància, la seguretat, i la defensa aèria, de les zones marítimes jurisdiccionals de la República de Panamà. En la data de gener de 2012, el SENAN compta amb aproximadament 3,000 efectius, 20 vaixells i 15 avions.

### Paraguai
El Cos de Fusellers Navals és un cos de mida batalló consistent en 4 companyies.

### Perú
La infanteria de marina de l'Armada peruana va ser creada el 1821 amb el nom de Batalló de Marina. Durant la seva història ha participat en la Guerra del Pacífic, i en la Guerra del Cenepa entre altres operacions. La Infanteria de Marina del Perú consisteix en uns 3,000 marines i inclou una brigada amfíbia de 3 batallons i unitats de seguretat local, amb dos vaixells de transport, 4 de desembarcament, i uns 40 vaixells de transport de personal.

### Polònia
La Marina Polonesa disposa de diverses unitats d'infanteria naval responsables de la seguretat dels ports i les costes. L'Exèrcit Polonès té la 7a Brigada de Defensa Costanera, que manté les tradicions de la dissolta 7a Divisió de Defensa Costanera (els boines blaves), i a vegades se'ls anomena els marines polonesos. Tot i això no hi ha plans per crear una unitat de marines activa. Malgrat això, la 7a brigada fa exercicis d'assalts amfibis.

### Portugal
Des de 1621 la Marina Portuguesa manté un cos d'infanteria naval, habitualment conegut com a Corpo de Fuzileiros. El Cos de Marines Portuguès està format per uns 1.500 homes, incloent-hi dos batallons d'infanteria naval, una unitat de policia naval, una unitat d'operacions navals i diverses unitats de suport (logístic, de foc, llanxes de desembarcament, etc.)

### Regne Unit
Els Marines Reials (RM) van ser creats el 1664 i formen part de la Royal Navy. Tenen l'entrenament d'infanteria més llarg del món, estenent-se durant 32 setmanes pels nous reclutes i de 64 setmanes pels oficials reclutes. Inclouen una brigada comando (3a Brigada Comando RM), una unitat de seguretat naval responsable de la protecció de l'armament nuclear naval britànic i d'altres tasques de protecció (el Grup de Protecció de la Flota (RM), una unitat de vaixells i llanxes d'entrenament que també forma part de les 3 unitats de llanxes de desembarcament desplegades als vaixells de suport amfibi, una unitat de forces especials navals (el Special Boat Service) i una banda (la Royal Marines Band Service).

### República Dominicana
El Comando d'Infanteria de Marina de l'Armada de la República Dominicana sorgeix quan el 2008 la prefectura d'Estat Major de la Marina de Guerra (Avui Armada Dominicana) va disposar la reorganització del Batalló Tàctic i el Departament d'Operacions Terrestres, i va conformar el Comando d'infanteria de Marina, com a part integral de la institució, amb la finalitat de contribuir al compliment de la Missió que li assigna la Constitució a l'Armada de la República Dominicana, amb capacitat per dur a terme totes les operacions terrestres.

### República Popular de la Xina
L'Armada de l'Exèrcit Popular d'Alliberament és el component naval de l'Exèrcit Popular d'Alliberament, principal component militar de la República Popular de la Xina. Des de principis de la dècada de 1990, l'Armada va començar un ràpid procés de modernització. Amb un personal estimat en els 255.000 homes, incloent-hi els 35.000 de les forces de defensa costanera i els 56.000 del Cos de Marines de l'Armada de l'Exèrcit Popular d'Alliberament, més els 56.000 de la Força Aèria de l'Armada de l'Exèrcit Popular d'Alliberament, que operen diversos centenars d'aeronaus i helicòpters basats en terra i helicòpters basats en vaixells.

### Romania
El 307è Batalló Marí (Batalionul 307 Infanterie Marină) és una unitat d'infanteria lleugera/reconeixement de les Forces Navals Romaneses. Estan situades a Babadag (província de Tulcea), i va ser formada a mitjans de la dècada de 1970 per la defensa del delta del Danubi i de la costa romanesa de la mar Negra.

### Rússia

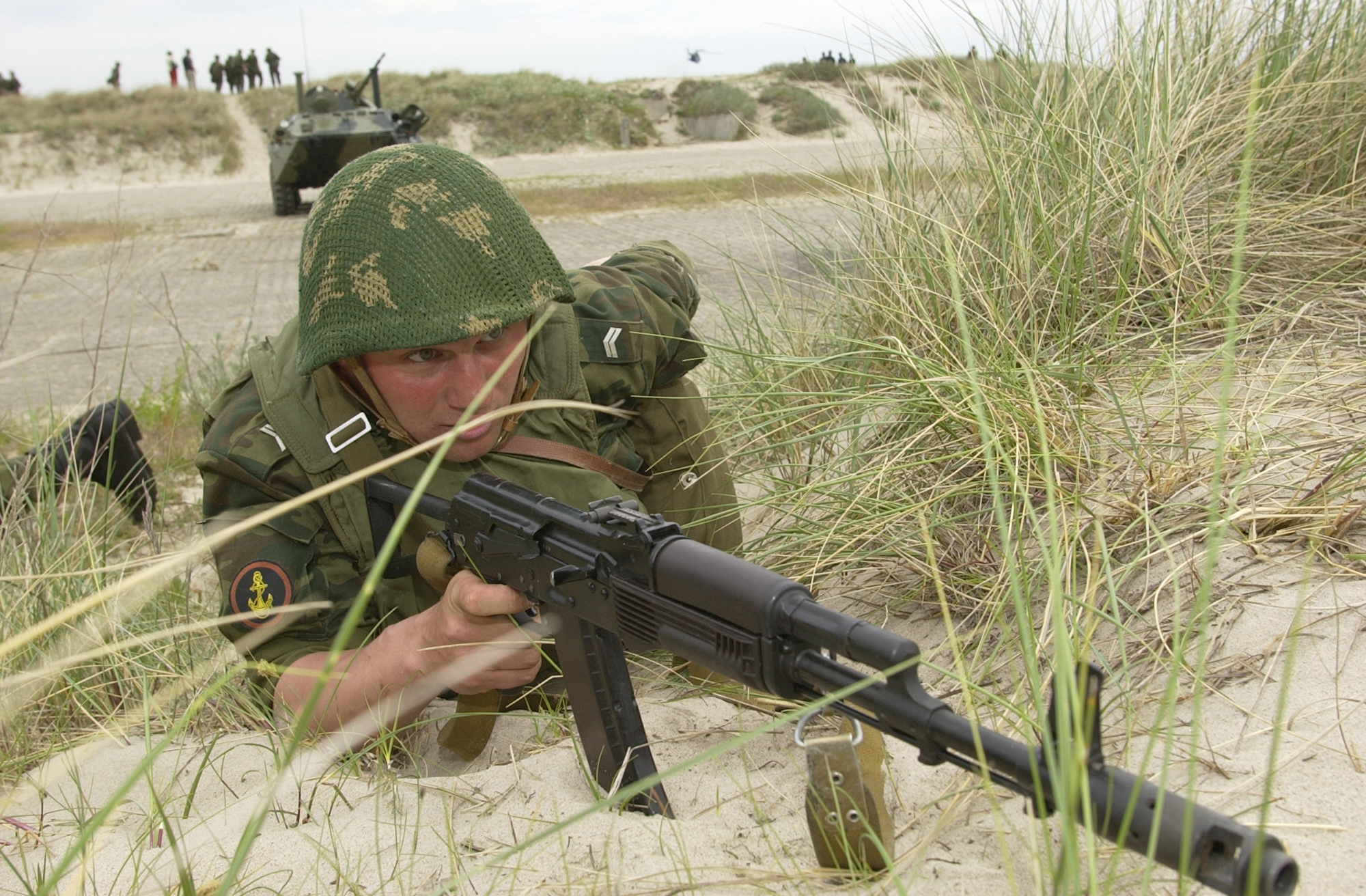
Un marine rus de maniobres.

La Infanteria de Marina Russa (Морская пехота) són les forces amfíbies de l'Armada Russa. La infanteria naval inclou la 65a Brigada d'Infanteria Naval de la Flota del Pacífic, les brigades independents de les Flotes del Nord i del Bàltic i de la Flotilla Militar del Caspi, així com del regiment independent de la Flota del Mar Negre.

### Síria
La Infanteria de Marina de Síria (en àrab: المشاة من بحري سوريا) o els marines sirians es una unitat que té la seva base en la governació de Latakia. Ha participat en les operacions militars de la Guerra Civil Siriana. En el mes de febrer de l'any 2016, un gran nombre de convoys d'infants de marina sirians van ser desplegats en la Batalla de Palmira en el nord de Latakia. En el dia 8 de setembre de 2016, més de 1,000 cadets del cos de marines sirians van completar un curs d'entrenament de sis mesos amb l'assistència de consellers russos en la governació de Latakia.

### Sri Lanka
Special Boat Squadron (en singalès: විශේෂ යාත්‍රා බලඝණය), és una força amfíbia de l'Armada de Sri Lanka, va ser creada amb la finalitat de conduir operacions de combat en la mar per a la defensa dels interessos de la nació de Sri Lanka.

### Sud-àfrica
L'Escamot Marítim de Reacció, en anglès Maritime Reaction Squadron, és una unitat especialitzada de la Marina Sud-africana que proporciona a l'Armada una capacitat de busseig, combat amfibi, i abordatge d'embarcacions. Els infants de marina sudafricans estan desplegats en diverses missions de manteniment de la pau en el continent africà, i participen en diverses operacions d'abordatge en el mar, missions humanitàries i ajuda a la població civil després de desastres naturals. Va ser formada com una força ràpida de desplegament naval l'any 2005.

### Suècia
El Cos Amfibi Suec (Svenska amfibiekåren) és una branca de la marina sueca. Està format per sis batallons, capaços de realitzar reconeixement, assalts amfibis i de combatre sobre i sota la superfície del mar.

### Tailàndia
La Infanteria de Marina del Regne de Tailàndia (en tailandès: นาวิกโยธิน แห่ง ราช อาณาจักร ไทย) és la infanteria de combat de la Reial Armada de Tailàndia. La Infanteria de Marina del Regne de Tailàndia va ser fundada l'any 1932.

### Taiwan
El Cos d'Infanteria de Marina de la República de la Xina (en xinès 中華民國海軍陸戰隊) és el braç amfibi de l'Armada de la República de la Xina, nom oficial de Taiwan. El cos s'encarrega del combat amfibi, d'operacions de desembarcament i reforç de l'illa de Taiwan pròpiament dita, les illes Kinmen i les illes Matsu, així com la defensa de les instal·lacions de la marina. actua també com a força de reacció ràpida i reserva estratègica.

### Turquia
L'Armada turca disposa d'una brigada d'infanteria de marina, coneguda en turc com Amfibi Deniz Piyade Tugay Komutanliği, aquesta és la unitat amfíbia de la força naval turca, i té una força de 4.500 homes, la seva base és a Foça, a prop d'Izmir. Aquesta unitat, està formada per 3 batallons d'infanteria, un batalló de tancs, un batalló d'artilleria, i un batalló de suport.

### Ucraïna
La Infanteria naval ucraïnesa (Ucraïnès: Морська піхота) és part de les tropes de defensa costanera de l'Armada ucraïnesa. És el component naval de la força amfibia i les operacions navals, conjuntament amb les unitats de l'Exèrcit ucrainès, per a capturar parts de la costa, les illes, els ports, les bases de la flota, els aeroports costaners, i altres objectius costaners de l'enemic. La seva tasca és defensar les bases navals aliades, les parts vitals de la costa i les illes, així com mantenir la seguretat en les zones hostils.

### Uruguai
El cos de fusellers navals de l'Armada uruguaia (FUSNA), és la Infanteria de Marina de la República oriental de l'Uruguai. Va ser fundat el dia 7 de març de l'any 1972. El seu lema és: Honor, Obediencia, y Lealtad.

### Veneçuela
La Divisió General Simón Bolívar, és la unitat d'infanteria de marina de Veneçuela. Té els seus antecedents històrics a la infanteria de marina de la guerra d'independència, i compta amb més de 20.000 membres. És una subdivisió de la Marina de Veneçuela. La seva seu està a Meseta de Mamo, Vargas.

### Vietnam
L'Armada Popular del Vietnam manté una força d'infanteria naval. La primera unitat d'infanteria de marina va ser establerta l'any 1975, i era coneguda com la Brigada 126. Actualment, l'Armada Popular del Vietnam, manté dues brigades d'infanteria naval, que són la Brigada 101, i la Brigada 147.

### Xile
L'Armada de Xile és una de les institucions que conformen les Forces Armades de Xile que reuneix les funcions de marina de guerra, guàrdia costanera, policia marítima, lacustre i fluvial. Compta amb 25,000 efectius, inclosos 5,000 efectius d'infanteria de marina. Les funcions no vinculades amb el seu rol de marina de guerra (suport a la navegació, guàrdia costanera, policia marítima, lacustre i fluvial, etc) les concentra en un organisme dependent, denominat Direcció General de Territori Marítim i Marina Mercant.
La Infanteria de marina xilena, és una força de combat depenent de l'Armada de Xile. Aquest cos, format per al voltant de 5000 homes, és utilitzat en funció de projecció del poder naval mitjançant l'execució d'operacions amfíbies sobre terreny hostil, forces especials i defensa de costes. La seva capacitat per desembarcar en molt poc temps juntament amb suports aeris i terrestres orgànics de l'Armada la converteixen en una unitat d'alt valor estratègic capaç de combatre en qualsevol condició de clima i terreny. A causa del seu alt grau d'ensinistrament, capacitat i possibilitat de posicionar-se de forma ràpida i discreta en aigües internacionals.